# Marie Ehrling
Marie Elisabeth Ehrling (Estocolomo, 5 de mayo de 1955) es una economista y empresaria sueca.

## Educación
Ehrling obtuvo su título en economía en la Escuela de Economía de Estocolmo en 1976 y se convirtió en economista.

## Carrera
Entre 1977 y 1979, Marie Ehrling fue analista financiera en el Cuarto Fondo de Pensiones Nacional (Fjärde AP-fonden). Posteriormente, fue secretaria de información en el Ministerio de Finanzas y el Ministerio de Educación. Trabajó durante 20 años en la aerolínea SAS, donde fue vicepresidenta ejecutiva hasta 2002. En 2003, se convirtió en directora general de TeliaSonera Suecia AB, cargo que dejó en septiembre de 2006.
Es vicepresidenta del consejo de administración del Banco Nordea y miembro de los consejos de administración de Securitas, Oriflame y Schibsted. En 2013, fue nombrada presidenta del consejo de administración de TeliaSonera, sucediendo a Anders Narvinger. También es miembro del consejo del Centro de Estudios Avanzados en Liderazgo de la Escuela de Economía de Estocolmo.
Fue nombrada doctora honoris causa por la Escuela de Economía de Estocolmo en 2014.

## Familia
Marie Ehrling es hija de Ingvar y Britta Ehrling. Estuvo casada con el exlíder del Partido Liberal Bengt Westerberg entre 1983 y 1999.

## Distinciones
- Doctora honoris causa en Economía por la Escuela de Economía de Estocolmo (ekon.dr h.c.) en 2014.[7]
- Nombrada la mujer más poderosa en el sector IT de Suecia en 2013 por la revista Computer Sweden.[8]
- Medalla de oro del Rey de Suecia en la 12.ª categoría en banda azul en 2012.
- Nombrada la mujer más poderosa en el sector empresarial por la revista Veckans Affärer en 2002.[9]
- Nombrada "Årets Ruter Dam" en 1998 y 2001.